# Pogonoschema
Pogonoschema is een geslacht van kevers uit de familie van de loopkevers (Carabidae). De wetenschappelijke naam van het geslacht is voor het eerst geldig gepubliceerd in 1927 door Jeannel.

## Soorten
Het geslacht Pogonoschema omvat de volgende soorten:
- Pogonoschema pallipes Moore, 1972
- Pogonoschema robustius Lorenz, 1998
- Pogonoschema sloanei Jeannel, 1927
- Pogonoschema solidum Moore, 1972